# Cerkiew św. Jana Chrzciciela w Kolínie
Cerkiew św. Jana Chrzciciela (cz. Chrám svatého Jana Křtitele) – prawosławna cerkiew znajdująca się w czeskim mieście Kolín.

## Historia
Świątynię wzniesiono w XIII lub na początku XIV wieku, pierwsza wzmianka o niej pochodzi z 1359. W 1589 przebudowana w stylu późnogotyckim, zniszczona podczas wojny trzydziestoletniej i stopniowo naprawiana w 1652 i 1665. W 1747 nadano jej cechy późnobarokowe. W 1952 przejęta przez cerkiew prawosławną, odrestaurowana w latach 2015–2020.

## Architektura i wyposażenie
Świątynia jednonawowa, późnobarokowa. Wszystkie elewacje budynku ozdobione są lizenami. Fasadę zdobi prostokątny, barokowy portal z dębowymi drzwiami. W szczycie znajduje się nisza z figurą św. Jana Chrzciciela. W południowej ścianie cerkwi zachował się gotycki portal. Wnętrze zdobią rokokowe freski na sklepieniu, wykonane w 1747 i odrestaurowane w 1936. Malowidła przedstawiają chóry aniołów oraz sceny z życia św. Jana Chrzciciela. Prócz tego we wnętrzu znajduje się barokowa ambona z 1715 oraz ołtarz główny, wykonany w 1747, obecnie ukryty za ikonostasem zainstalowanym w 1952.

## Galeria

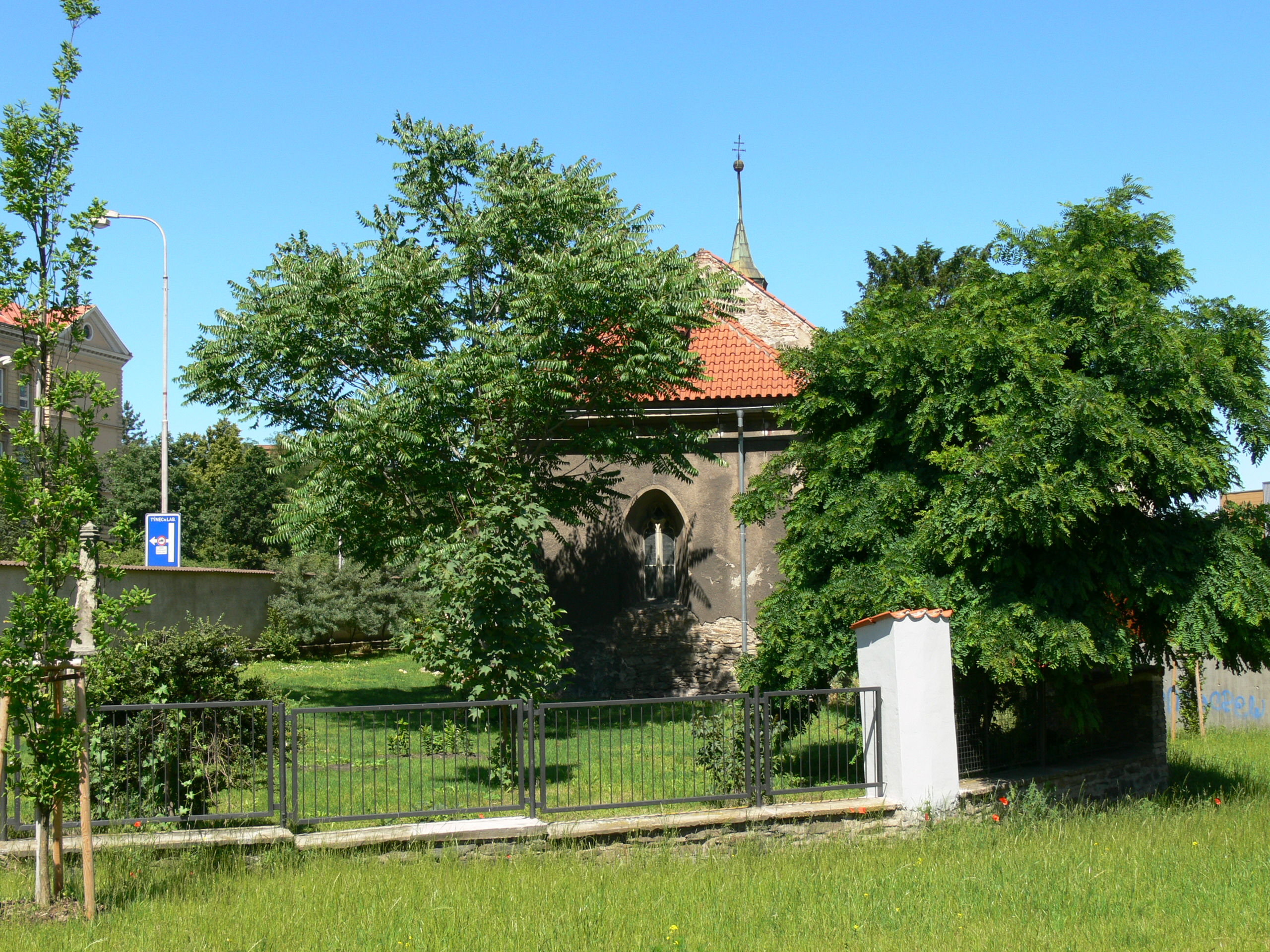
Widok od strony prezbiterium
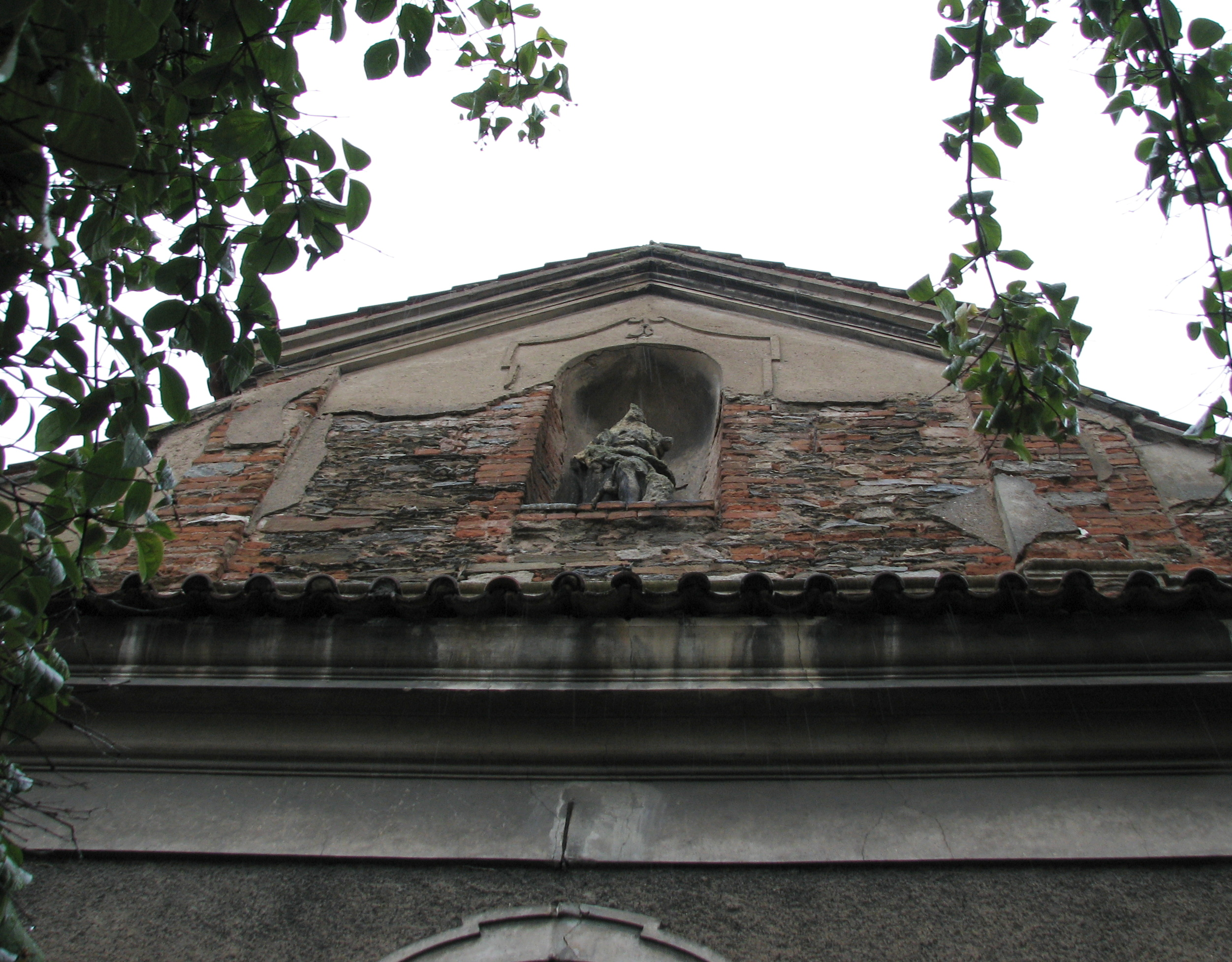
Nisza w szczycie i rzeźba św. Jana Chrzciciela
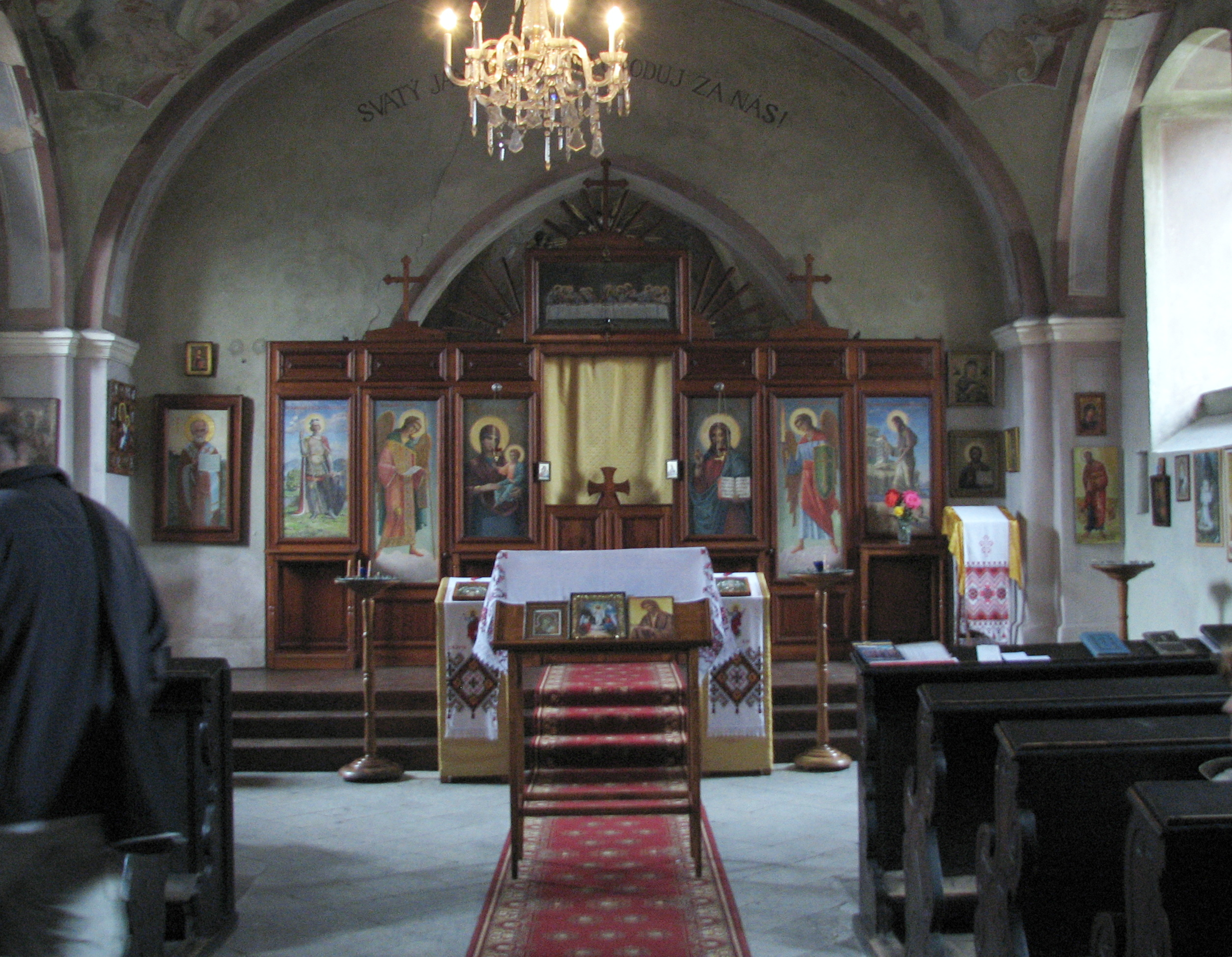
Ikonostas
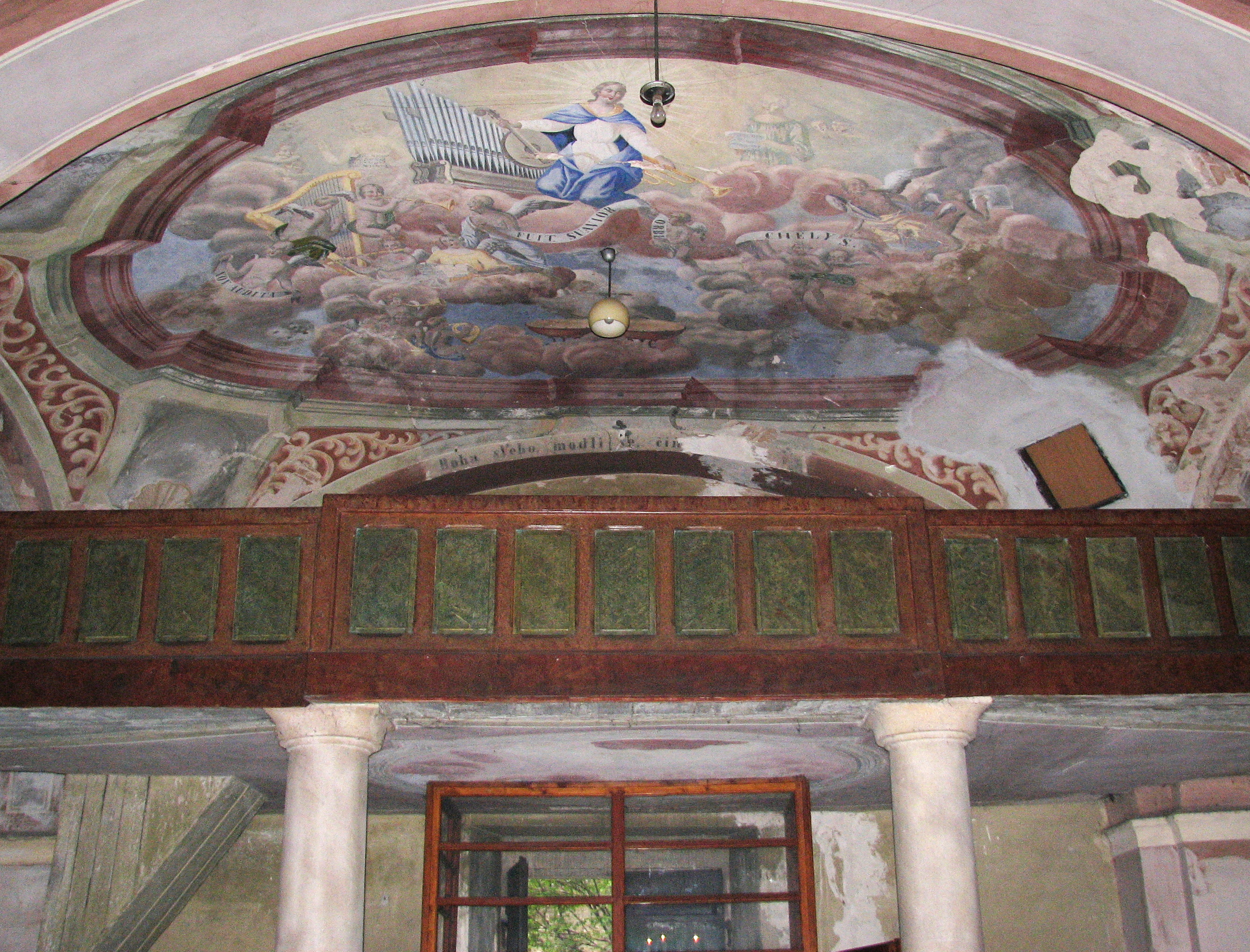
Freski pokrywające sklepienie
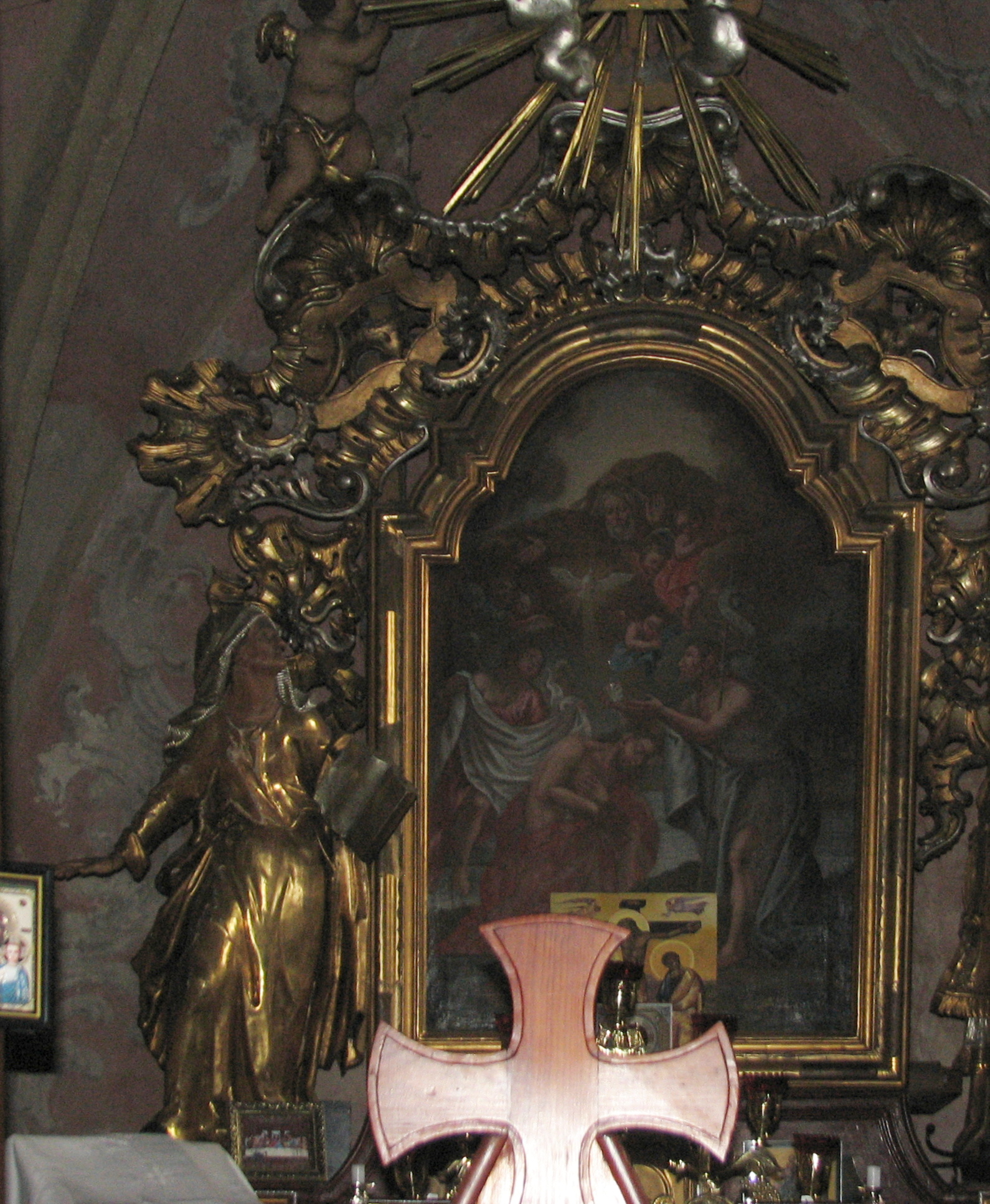
Ołtarz rokokowy
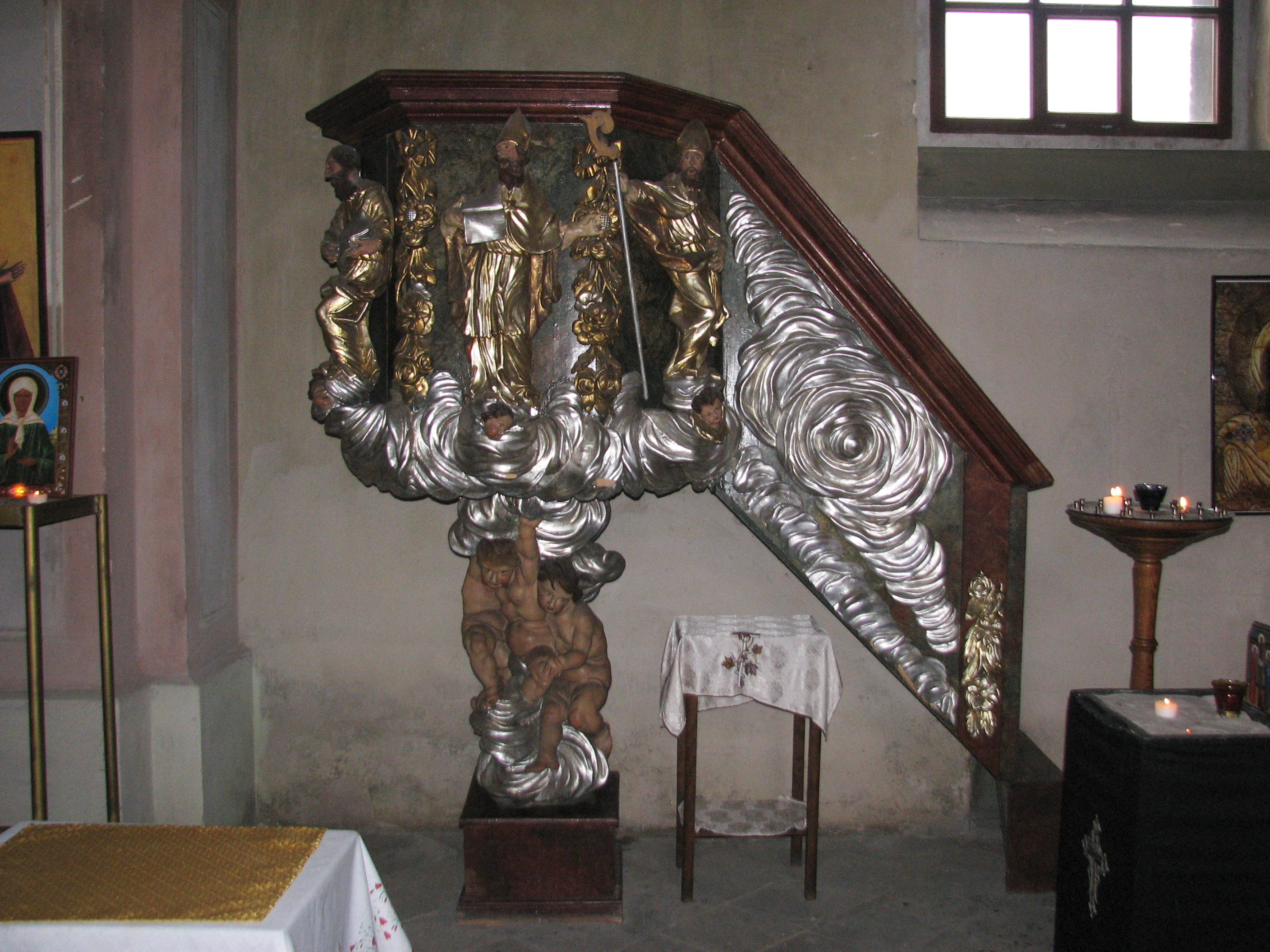
Ambona barokowa